# Аблей (гора)
Аблей — одна из вершин Весёлых гор на Среднем Урале. Находится в Горнозаводском округе Свердловской области России.

## Географическое положение
Гора Аблей расположена в Кировградском муниципальном округе Свердловской области, в четырёх километрах западнее посёлка Лёвиха. Южная подошва горы находится в границах муниципального образования «город Нижний Тагил». Аблей находится к югу от Черноисточинского пруда. К северу находится гора Белая — популярный курорт, международная лыжная база. Рядом расположены горы Острая и Широкая. Аблей является восточным отрогом хребта Весёлые горы высотой 524,1 метра.

## Описание
Гора представляет собой пологую лесистую возвышенность с несколькими скалистыми выступами. Вершина горы двуглавая.